# Paca Jiliberto
Paca Jiliberto (n. Campanario, Ñuble — 29 de diciembre de 1948), es una grabadora y pintora chilena. Se licenció en pedagogía del arte por la Universidad Humboldt de Berlín, en 1979. Sus primeros trabajos fueron en el área del grabado artístico, técnica que desarrolló tanto en Chile como en Ecuador. En este último país residió entre 1982 y 1985. En 1987, y tras un breve paso por Chile, emigró nuevamente, esta vez a España, país en el cual vivió por 20 años, hasta su regreso a Chile en 2006. Gracias a su obra en grabados obtuvo varios reconocimientos en diferentes concursos asociados, tanto en Chile como en España. Justamente en España es que la autora incursiona en la pintura, en el 1993, destacando su obra por una inclinación a la abstracción.

## Distinciones
Premios y distinciones de la autora, conforme a la descripción de su obra en el sitio web del Museo Nacional de Bellas Artes de Chile:
- 1981: III Premio II Concurso Nacional de Minigrabados. Instituto Chileno Norteamericano de Cultura, Santiago, Chile.
- 1988: V Premio de Grabado Máximo Ramos, Ferrol, La Coruña, España.
- 1988: Premio de Grabado Carmen Arozemena, Galería Tórculo, Madrid, España.
- 1989: VI Premio de Grabado Máximo Ramos, Ferrol, La Coruña, España.
- 1990: Premio de Grabado Carmen Arozena, Galería Tórculo, Madrid, España.
- 1993: II Lugar del X Premio de Grabado Máximo Ramos, Ferrol, La Coruña, España.

## Exposiciones
La autora ha participado en varias exposiciones en grabado y pintura a lo largo de su trayectoria:
- Lenguaje en el silencio, en Casa del Arte de la Universidad de Concepción (2011),[2] y en Parque Cultural de Valparaíso (2018).[4]
- Huellas de un mundo sin tiempo, Galería Isabel Aninat, Vitacura (2012).[5]
- Transparencias en el cielo, Galería Caballo Verde, Concepción (2019).[3]